# D.Ditto
 Dilshodbek Umidov được biết đến đơn giản hơn là D.Ditto, là một ca sĩ, diễn viên và ca sĩ người Uzbekistan. D.Ditto bắt đầu hoạt động nghệ thuật từ năm 2003. D.Ditto nổi tiếng từ năm 2004 nhờ clip "Balanda" của Shoxrux. D. Ditto đã nhận được một số giải thưởng và đề cử, bao gồm Giải thưởng Latin M, ba Giải thưởng RizaNova, hai Giải thưởng NTT và vào năm 2011, Ditto đã giành được Giải thưởng Danh vọng của Nhà nước.

## Tiểu sử
Dilshodbek Umirov sinh ngày 6 tháng 8 năm 1984 tại quận Boka, vùng Tashkent trong một gia đình trí thức. Sau khi tốt nghiệp ra trường năm 2000, anh theo học tại Lyceum Kinh tế Bang Tashkent. Năm 2003, sau khi tốt nghiệp D. Ditto Economic Lyceum, anh vào Đại học Kinh tế Bang Tashkent. Tuy nhiên, sau khi tốt nghiệp đại học, anh ấy không làm việc trong lĩnh vực của mình. Bởi vì bây giờ anh ấy quan tâm đến một lĩnh vực hoàn toàn khác, đó là nghệ thuật và thể thao.

## Sự nghiệp
Năm 2001, Ditto bắt đầu sự nghiệp của mình với tư cách là một nhà truyền giáo trong các câu lạc bộ đêm ở Tashkent nhờ những trò đùa. Năm 2004, Ditto được mời làm rapper Shoxrux cho video âm nhạc của anh ấy có tên “Balanda”. Además, protagonizó los videoclips de Shoxrux "Hayolimdasan" y "April 1 Jokes". Kinh nghiệm diễn xuất đầu tiên của anh là trong bộ phim năm 2005 Fatima và Zuhra. Từ năm 2006 đến 2008, anh đóng vai Azamat trong bộ phim truyền hình "Aldangan qalb". Anh ấy cũng có các vai trong Super Kelinchak và Aldanganlar miniseries. Năm 2009, Webber đóng vai kẻ theo dõi Beck trong bộ phim truyền hình Tajik "Muxabbat Asirasi". Vai diễn của D.Ditto trong 23:11, do Fruz Muxtor sản xuất, là vai diễn đầu tiên của anh ở Kazakhstan. Năm 2011, anh đóng vai chính trong bộ phim truyền hình "Qasos" cùng với Ulugʻbek Qodirov. Ditto đóng vai một người đàn ông ương ngạnh trong bộ phim "Yondiradi Kuydiradi". Năm 2015, Ditto xuất hiện với vai Dilshod trong "Arslon Izidan" do Aziz Rametov đạo diễn, cùng với Ulugʻbek Qodirov, Aziz Rametov, Bekzod Tadjiev và Saida Rametova. Anh ấy cũng xuất hiện trong bộ phim điện ảnh Shuhrat Salomov, do "Ziddiyat" đạo diễn.

## Dĩa hát
| Năm  | Tên        |
| ---- | ---------- |
| 2011 | Ishq       |
| 2015 | Har soniya |
| 2021 | 5-Element  |

## Danh sách phim
Dưới đây, theo thứ tự thời gian, là danh sách sắp xếp các bộ phim mà D.Ditto đã xuất hiện.
| Năm       | Bộ phim             | Vai trò  |
| --------- | ------------------- | -------- |
| 2006      | Fotima va Zuxra     | Damir    |
| 2006-2008 | Aldangan Qalb       | Azamat   |
| 2008      | Super Kelinchak     | Baxtiyor |
| 2008      | Muxabbat Asirasi    |          |
| 2009      | 23:11               | Bek      |
| 2011      | Qasos               |          |
| 2011      | Yondiradi Kuydiradi | Baxtiyor |
| 2015      | Arslon Izidan       | Dilshod  |
| 2020      | Ziddiyat            | Atxam    |

### Video âm nhạc
| Năm  | Trình độ chuyên môn | Nghệ sĩ | Vai trò |
| ---- | ------------------- | ------- | ------- |
| 2004 | Balanda             | Shoxrux | Actor   |
| 2005 | Hayolimdasan        | Shoxrux | Actor   |
| 2006 | 1 Aprel xazili      | Shoxrux | Actor   |